# 梅什科三世

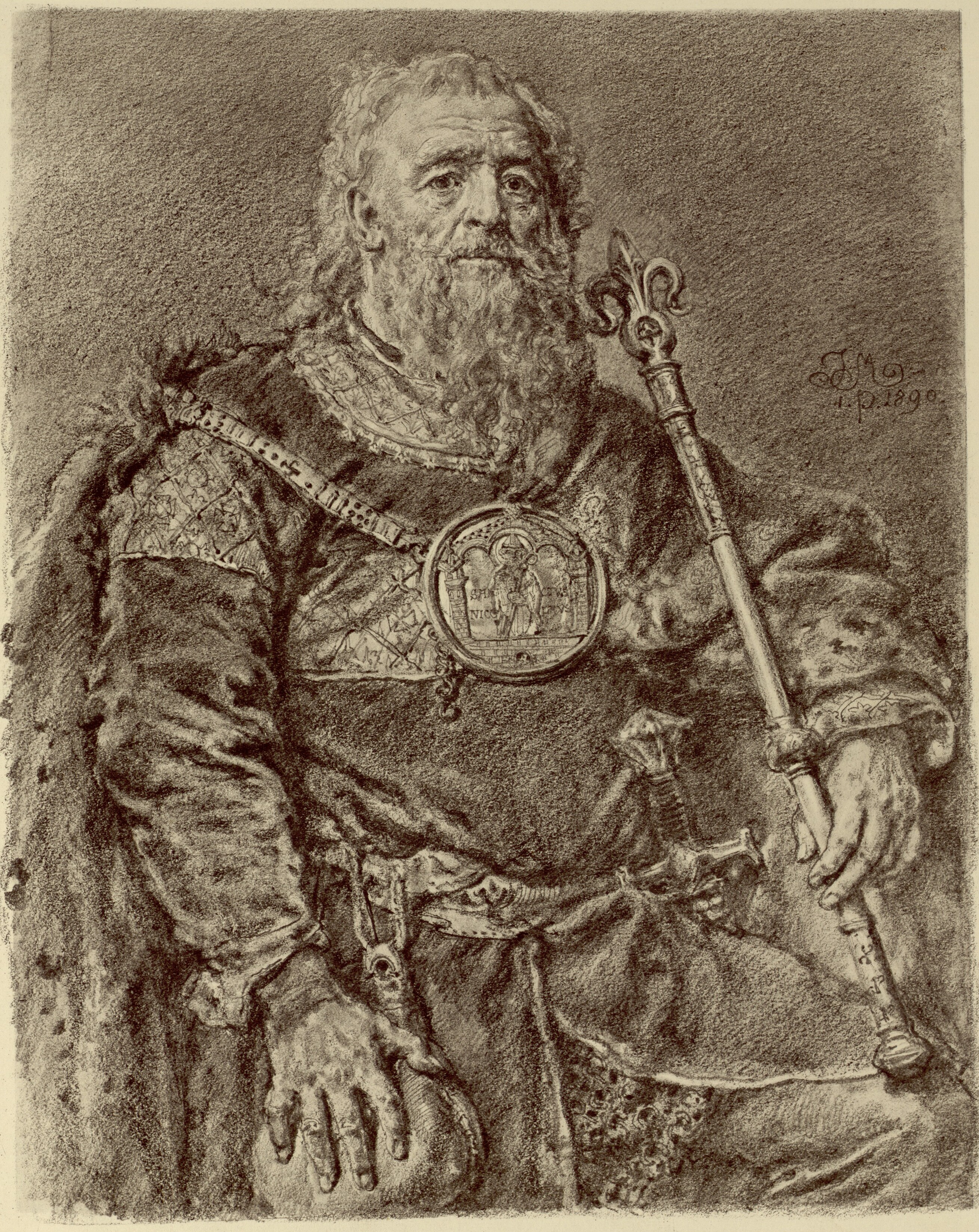
梅什科三世

梅什科三世（年老的）（波蘭語：Mieszko III Stary，1126年/1127年—1202年3月13日），1138年起為大波蘭公爵及於1173年後四次成為波蘭最高的公爵克拉科夫大公。

## 生平
梅什科三世是波蘭公爵波列斯瓦夫三世第三子，母親為為波列斯瓦夫三世的第二任妻子柏格的薩洛美婭。

## 瓦迪斯瓦夫二世在位期間
1138年，父親波列斯瓦夫三世逝世，根據其遺囑，采取“長子繼承法”，同父異母的兄長瓦迪斯瓦夫二世成為波蘭大公，作為掌握波蘭最高權力者。他擁有富饒的西里西亞、東部大波蘭、小波蘭、部分庫亞維、謝拉茲文奇察地區，成為西里西亞公爵及稱為克拉科夫大公；兄長波列斯瓦夫四世得到了馬佐夫舍和庫亞維，成為馬佐夫舍公爵；身為三弟梅什科三世在這波分封中，除了原本就已分得的波茲南外，又根據遺囑分得格涅茲諾、卡利什等地，成為大波蘭公爵；四弟亨利分得桑多梅日；遺孀柏格的薩洛美婭分得文奇察；而幼弟卡齊米日二世因為出生於他父親去世的同年，波列斯瓦夫三世在他的遺囑中沒有規定卡齊米日可以分得任何公爵領地。1140年，作為波蘭大公的瓦迪斯瓦夫二世很快地就為了後母柏格的薩洛美婭的采邑文奇察，與異母弟們產生糾紛。1141年，柏格的薩洛美婭在文奇察與其所生諸子會商，決定將其女艾格妮斯(Agnes)嫁予基輔大公弗謝沃洛德二世，以作為諸子對抗瓦迪斯瓦夫二世的外援。瓦迪斯瓦夫二世察知有異，因此迅速採取行動，干預了這樁婚事，向基輔大公弗謝沃洛德二世提出替代方案，由其長子弗次瓦夫公爵波列斯瓦夫一世迎娶其女茲溫斯拉娃。基輔大公弗謝沃洛德二世在斟酌利害後，決定捨棄薩洛美婭諸子，與瓦迪斯瓦夫二世合作。薩洛美婭諸子對其兄長的首次謀叛計劃，最終遭到粉碎。
1144年7月27日，柏格的薩洛美婭去世後，瓦迪斯瓦夫二世打算將文奇察收歸己有。波列斯瓦夫四世與梅什科三世再度表示反對，他們意圖將文奇察交給幼弟卡齊米日二世。然而波蘭大公瓦迪斯瓦夫二世並不同意，隨後內戰就此爆發。波蘭大公瓦迪斯瓦夫二世在得到基輔大公的支援下，將弟弟們擊敗。
然而，瓦迪斯瓦夫二世推動國家統一的計劃，引起其他諸侯的反感。西里西亞督軍彼德‧沃斯托維奇為了維持權位，選擇支持公爵們對抗瓦迪斯瓦夫二世。在瓦迪斯瓦夫二世之妻巴奔堡的艾格妮斯策劃下，瓦迪斯瓦夫二世將彼德‧沃斯托維奇誘捕。彼德‧沃斯托維奇雖然沒有因為叛國罪而被處死，但卻被瓦迪斯瓦夫二世處以刺瞎雙眼、弄啞後流放海外的酷刑。彼德‧沃斯托維奇倒台後，逃到基輔。雖然彼德‧沃斯托維奇已成殘廢，但他的復仇之心卻十分熾烈，從他逃到基輔宮廷起，他便積極謀劃促使波蘭大公瓦迪斯瓦夫二世垮台的陰謀。
1146年，瓦迪斯瓦夫二世的弟弟們第三度發起叛亂，由於基輔大公國自身正面臨困難，瓦迪斯瓦夫二世無法如同前兩次一樣，獲得來自基輔的援助，甚至還得派其長子"高個子"波列斯瓦夫一世領軍支援基輔大公弗謝沃洛德二世。為了彌補無法自基輔大公國得到支援，瓦迪斯瓦夫二世便轉向德意志國王康拉德三世宣誓效忠，以換取援助。起初，這樣的計劃似乎是十分順利的。發動叛亂的波列斯瓦夫四世與梅什科三世為其所敗，逃往波茲南固守，叛亂眼見就將如同前兩次一樣平息。然而，瓦迪斯瓦夫二世與教會關係的破裂，瞬時讓他的優勢被逆轉。格涅茲諾大主教雅各布(Jacob)以其殘酷地對待彼德‧沃斯托維奇為由將他開革教籍，從而引發一連串對他暴政不滿的反叛。1146年5月，瓦迪斯瓦夫二世遭到徹底擊敗，為了保住性命，他只能迅速流亡海外。自此波蘭大公的位置，便由其弟波列斯瓦夫四世取而代之。

## 波列斯瓦夫四世在位期間
波列斯瓦夫四世兼併了瓦迪斯瓦夫二世统治的克拉科夫及西里西亞，成為波蘭的最高領袖克拉科夫大公。雖然康拉德三世試圖使之復位，但終究沒能成功，他的大軍在與波蘭邊界的奧得河附近被撃敗。最後康拉德三世接受了波列斯瓦夫四世向他的臣服，便將其注意力轉到準備十字軍運動上。1147年，正當康拉德三世領導第二次十字軍在利凡特作戰的同時，梅什科三世則投身於波羅的海地區的文德十字軍，與安哈爾特伯爵「大熊」阿爾布雷希特、邁森侯爵「偉大的」康拉德併肩作戰。透過這次的合作，波列斯瓦夫四世與梅什科三世將其妹朱迪斯嫁給了「大熊」阿爾布雷希特之子奧托一世，他們因此與之建立起密切的同盟關係。
由於波蘭大公之位的爭議，波列斯瓦夫四世於是透過其在德意志的盟友「大熊」阿爾布雷希特與「偉大的」康拉德於1152年的梅澤堡帝國議會中，向新當選的國王腓特烈一世提出交涉。然而，波列斯瓦夫四世卻違反親自出席議會的承諾，不過由於當時腓特烈一世正忙於鞏固其對義大利王國的統治與加冕問題，因此一時無心處理東方事務。直到1157年，成為神聖羅馬帝國皇帝的腓特烈一世終於從義大利騰出手來，於是他便藉口要解決波蘭大公爭位的懸案，大舉入侵波蘭。波列斯瓦夫四世以下諸王公不敵，紛紛向皇帝請降，承認其最高權威。然而卻沒有為瓦迪斯瓦夫二世復位，只是協議讓瓦迪斯瓦夫二世的兩名兒子弗次瓦夫公爵波列斯瓦夫一世及「跛子」梅什科四世取回西里西亞統治權。直至1163年，波列斯瓦夫一世及梅什科四世才取回西里西亞的統治權。波蘭大公國因此成為帝國臣屬，波列斯瓦夫四世除了為此向皇帝繳納大筆貢金，更承諾將支援皇帝在義大利的戰事。為了保證履約，波蘭大公波列斯瓦夫四世還將幼弟卡齊米日二世交出，以作為人質。然而，當皇帝腓特烈一世在1159年深陷義大利戰場時，波列斯瓦夫四世卻又毀約不遵守協議。

## 統治期間
雖然梅什科三世繼承了以克拉科夫為首府的波蘭大公，但他的統治重點卻仍擺在大波蘭公國。由於常年駐蹕於大波蘭，對於小波蘭他便委派亨利·克利茨代為治理。然而亨利·克利茨的高壓統治，很快地就讓小波蘭的貴族們對梅什科三世的統治產生不滿。
1177年，梅什科三世的長子波茲南的奧登因擔心父親偏好後母所生之子，且得知梅什科三世有意將他送入修道院，從而剝奪其繼承權，因此發起叛變。他的叛變很快地就得到叔叔卡齊米日二世、堂兄弗次瓦夫公爵波列斯瓦夫一世與克拉科夫主教傑德科等人的支持。梅什科三世本來對於平定這場叛亂十分有信心，這是因為他仍牢牢控制著大波蘭。然而，叛軍很快地就匯集了對梅什科三世統治不滿的人們，他們很快地就將其委派統治小波蘭的亨利·克利茨打敗，並罷去梅什科三世的波蘭大公之位，由卡齊米日二世取而代之，弗次瓦夫公爵波列斯瓦夫一世則將西利西亞大部控制下來，歐登則在其他人的支持下，將其父自大波蘭逐走。戰敗的梅什科三世只好流亡海外，以謀求外力支援。
1179年，梅什科三世在波希米亞王國投奔女婿索別斯拉夫二世，但未能取得援助，於是他只好轉往德意志，尋求神聖羅馬帝國皇帝腓特烈一世的介入，然而腓特烈一世並無意給予幫助。接連受挫後，梅什科三世投奔另一個女婿波美拉尼亞公爵博吉斯拉夫一世。在博吉斯拉夫一世的協助下，梅什科三世重新與他在波蘭的追隨者取得聯繫，並於1181年開始展開反擊，不久他便收回大波蘭西部，迫使其子奧登於1182年與其達成和解。然而，梅什科三世並不滿足於收回大波蘭公國，他更意圖恢復其波蘭大公的地位。為此，米什科三世於1184年耗費重金，打算與德意志國王亨利六世結盟，不過卡齊米日二世得知此事後，便迅速反應，支付給亨利六世更高的金額，以阻止此事。梅什科三世由於無力加碼，於是聯合德意志的計劃只能告吹。
在與德意志結盟失敗後，梅什科三世改變策略，意圖控制由其姪子馬佐夫舍的萊謝克（波列斯瓦夫四世的兒子）統治的庫雅維與馬佐維亞公國。1185年，梅什科三世說服萊謝克提名他作為繼承人，但一年後，萊謝克便改變立場，重擬遺囑將公國傳給卡齊米日二世。因此，當1186年，萊謝克辭世後，梅什科三世為了排除卡齊米日二世的介入，便迅速採取行動，將庫雅維公國給強行吞併。
1191年，卡齊米日二世的外交政策引發小波蘭貴族的不滿，梅什科三世於是派遣舊部亨利‧克利茨前往領導小波蘭貴族叛亂。梅什科三世隨後便趁勢重奪克拉科夫，並短暫地重登波蘭大公寶座。然而，卡齊米日二世很快地便發起反攻，梅什科三世不敵兵敗，因而只能退回大波蘭公國，並為了補償這次叛亂出力甚多的兒子「年輕的」梅什科，他因而將大波蘭公國分割出卡利什公國，賜封給他。1193年，卡利什公爵「年輕的」梅什科去世，梅什科三世將卡利什公國轉封給了長子奧登，但隨後奧登也於1194年去世。因此梅什科三世只得重新安排公國分割事宜：卡利什公國歸大波蘭公爵所有，大波蘭南部則交給小兒子「細腿」瓦迪斯瓦夫三世。
1194年5月5日，卡齊米日二世辭世，梅什科三世重掌小波蘭。然而，他的統治不受到小波蘭貴族的歡迎，他們反而希望將小波蘭交給卡齊米日二世的未成年子女，因而再度爆發內戰。梅什科三世由於在1195年9月13日的穆茲加瓦兵敗負傷，最終只能放棄對小波蘭的控制。穆茲加瓦之敗，讓梅什科三世意識到要以武力奪取權位是十分困難的，因此他開始透過與卡什米日二世的遺孀茲諾伊莫的海倫和談，終於在1198年重返小波蘭，三度登上波蘭大公之位。
不過，梅什科三世重登大寶不到一年，便在1199年為督軍米柯瓦伊‧格魯菲達(Mikołaj Gryfita)與克拉科夫主教富爾科(Fulko)聯手迎回「白公爵」萊謝克一世，而將梅什科三世趕下大公寶座。但三年後，1202年，梅什科三世又四度登上大公之位，隨後他便於同3月13日年去世。督軍米柯瓦伊‧格魯菲達於是重迎萊謝克一世回克拉科夫，但最終以萊謝克一世拒絕排除他的親信高沃勒克(Goworek)的職務，因此擔心喪失權位的米柯瓦伊‧格魯菲達於是逐走萊謝克一世，另迎梅什科三世之子瓦迪斯瓦夫三世出任大公。

## 家庭
1136年左右，梅什科三世與匈牙利的伊莉莎白結婚，兩人共有2子3女：
1. 波茲南的奧登（1149年—1194年）
2. 斯特凡（1150年—1177年）
3. 艾爾茲別塔（英语：Elisabeth of Greater Poland, Duchess of Bohemia）（約1152年—1209年）
4. 盧德米拉（約1153年—1223年），與洛林的費里一世結婚
5. 茱蒂絲（約1154年—1201/02年），與薩克森的伯恩哈德結婚

1154年，梅什科三世與基輔的歐多西亞 (約1131年 -1187年之後) 結婚，她可能是基輔大公伊賈斯拉夫二世的女兒。他們有共有3子2女：
1. 波列斯瓦夫（英语：Bolesław of Kuyavia）(1159年 - 1195年9月13日在莫茲加瓦戰役)[4]
2. 「年輕的」梅什科（英语：Mieszko the Younger） (約1160/65年 - 1193年8月2 日)[4]
3. 瓦迪斯瓦夫 (約1161/67年 - 1231年11月3日)[4]
4. 薩洛梅亞 (約1162/64年 - 約1183年5月11日)，在1177年之前嫁給波美拉尼亞親王拉蒂博爾二世。
5. 阿納斯塔西婭（英语：Anastasia of Greater Poland）（約1164年生 - 1240年5月31日後逝世），1177年4月26日嫁給波美拉尼亞公爵波吉斯瓦夫一世。